# Alcyoniina
Alcyoniina — підряд м'яких коралів, які зустрічаються переважно в Тихому та Індійському океанах.

## Родини
- Alcyoniidae
- Nidaliidae